# 富貴 (寄席)
富貴（ふうき）は、かつて存在した上方落語の寄席。昭和初期から30年代にかけて京都市新京極に、明治から大正にかけて大阪市天王寺区上本町に同じ名の寄席が存在したが、両者は互いに無関係である。

## 新京極の富貴
「富貴亭」あるいは「富貴席」とも呼ばれた。
富貴とは表裏一体の商売をしようという意味である。
当初は落語や漫才の劇場・寄席だったが、戎橋松竹の後継として千土地興行が開設した京洛劇場の人気で客入りが悪くなり、剣劇や実演を主体に演芸を取り混ぜた興行を行った末、1958年12月中席で演芸興行を打ち切る。その後ストリップ劇場に転換し、閉館した。2009年現在はマツモトキヨシ京都新京極店になっている。
寄席の楽屋が小さいことで有名だった。夢路いとし・喜味こいしや三代目桂春団治等の修行の場所でもあった。

## 上本町の富貴
正式名は「富貴席」。明治から大正時代において「浪花落語反対派」の拠点定席の一つであった。